# PARACHUTE
PARACHUTE（パラシュート）は、日本のフュージョンバンド。

## 来歴
1979年にTOTOやエアプレイにならうかのようにスタジオワークやライヴ演奏などで注目を浴びていた国内の若手一流ミュージシャンが集結して結成されたスーパーグループ。
メンバーチェンジを経て、林立夫、斎藤ノブ、マイク・ダン、松原正樹、今剛、安藤芳彦、小林泉美の7人により、「音楽はスポーツだ!」のキャッチコピーでデビュー。
バンド名はサッカーにちなみ、「どこからでも（パラレルに）シュートが撃てるようなバンドを目指す」という思いに由来。
1980年5月に1stアルバム『PARACHUTE from ASIAN PORT』をリリース。その後小林泉美が脱退し、同年12月発売の2ndアルバム『6 kinds 6 sizes』では6人となったが、そのアルバムにゲストミュージシャンとして参加した井上鑑がその後正式メンバーとして加入する。
1981年、3rdアルバム『HAERE MAI』を発表。当初2枚組の予定で録音が開始されたが、レコード会社との意見の食い違いで1枚で発売され、収録時間の関係で短くカットされた曲がある。
1982年に海外レコーディングの4thアルバム『Sylvia』を発表して以降、活動休止となる。
2003年5月、「CROSSOVER JAPAN '03」にて21年振りに再結成を果たし、1日だけライブを行う。
2012年12月29日、東京国際フォーラムで開催された「LIVE IN TOKYO CROSSOVER NIGHT」で9年ぶりの復活ライブを行う。その後は断続的に活動を継続。
2014年8月、名古屋ブルーノート・大阪ビルボードライブ・東京ビルボードライブでのPARACHUTE 35th Anniversary LIVEツアーを行う。
2015年4月29日、『PARACHUTE 35th Anniversary LIVE ～栄養有ツアー2014』としてDVDがリリースされる。
2015年9月、名古屋・大阪・東京・金沢・富山でのツアーを行う。
2016年2月8日未明、松原正樹が急逝。
2016年9月21日、『NEVER LANDING』PARACHUTE がCD・LPでリリースされる。（2015年9月8日、金沢北國新聞赤羽ホールでのライヴを完全収録。）

## メンバー
- 林立夫（はやしたつお、1951年5月21日 - 、東京都出身）
  - ドラム担当。
- 斉藤ノヴ（さいとうノヴ、1950年11月6日 - 、京都府出身）
  - パーカッション担当。
- マイク・ダン（1946年7月20日 - 、ニュージーランド出身）
  - ベース、ボーカル担当。
- 松原正樹（まつばらまさき、1954年6月27日 - 2016年2月8日、福井県出身）
  - ギター担当。
- 今剛（こんつよし、1958年2月23日 - 、北海道出身）
  - ギター担当。
- 安藤芳彦（あんどうよしひこ、1953年11月7日 - 、東京都出身）
  - キーボード、ボーカル担当。
- 井上鑑（いのうえあきら、1953年9月8日 - 、東京都出身）
  - キーボード担当。小林の脱退後、加入。

### 元メンバー
- 小林泉美（こばやしいずみ、1957年3月25日 - 、千葉県出身）
  - キーボード、ボーカル担当。1stアルバムのレコーディング後、脱退。

## ディスコグラフィー

### アルバム
|     | 発売日                                                | タイトル                  | 規格               | 規格品番                                  | レーベル                                                | 備考 |
| --- | ----------------------------------------------------- | ------------------------- | ------------------ | ----------------------------------------- | ------------------------------------------------------- | ---- |
| 1st | 1980年4月 1988年5月21日 2002年9月19日 2008年11月19日  | PARACHUTE from ASIAN PORT | LPレコード CD HQCD | C25A0088 D25Y-0177 PCCY-01601 PCCR-50001  | AGHARTA キャニオン・インターナショナル ポニーキャニオン |      |
| 2nd | 1980年12月 1994年5月20日 2002年9月19日 2008年11月19日 | 6 kinds 6 sizes           | LPレコード CD HQCD | C28A0137 PCCA-00593 PCCY-01602 PCCR-50002 | AGHARTA キャニオン・インターナショナル ポニーキャニオン |      |
| 3rd | 1981年6月 2002年9月19日 2008年11月19日                | HAERE MAI                 | LPレコード CD HQCD | C28A0167 PCCY-01603 PCCR-50003            | AGHARTA キャニオン・インターナショナル ポニーキャニオン |      |
| 4th | 1982年5月 1983年4月21日 2002年9月19日 2008年11月19日  | Sylvia                    | LPレコード CD HQCD | C25Y0021 D35Y-0002 PCCY-01604 PCCR-50004  | AGHARTA キャニオン・インターナショナル ポニーキャニオン |      |

### ベストアルバム
|  | 発売日                  | タイトル                            | 規格          | 規格品番           | レーベル         | 備考                                                          |
|  | ----------------------- | ----------------------------------- | ------------- | ------------------ | ---------------- | ------------------------------------------------------------- |
|  | 1982年8月 1983年4月21日 | COLOURS                             | LPレコード CD | C25Y0026 D35R-0002 | AGHARTA          |                                                               |
|  | 1984年3月               | THE BEST OF PARACHUTE               | LPレコード    | C20Y0064           | AGHARTA          |                                                               |
|  | 2011年5月18日           | PARACHUTE ゴールデン☆ベスト         | CD            | PCCA-03400         | ポニーキャニオン |                                                               |
|  | 2013年11月20日          | THE PREMIUM BEST PARACHUTE          | CD            | PCCR-00575         | ポニーキャニオン |                                                               |
|  | 2014年11月19日          | Light Mellow PARACHUTE              | CD            | PCCA-04128         | ポニーキャニオン |                                                               |
|  | 2017年7月19日           | プラチナムベスト PARACHUTE&松原正樹 | UHQCD         | PCCA-50285         | ポニーキャニオン | PARACHUTEとメンバーの松原正樹の楽曲を各々1枚に厳選した2枚組。 |

### ライブアルバム
|  | 発売日        | タイトル      | 規格            | 規格品番                  | レーベル            | 備考 |
|  | ------------- | ------------- | --------------- | ------------------------- | ------------------- | ---- |
|  | 2016年9月21日 | Never Landing | 2CD 2LPレコード | ATDV-413/414 ATDV-415/416 | ATOSS INTERNATIONAL |      |

### 映像作品
|  | 発売日        | タイトル                                         | 規格   | 規格品番          | レーベル            | 備考                                  |
|  | ------------- | ------------------------------------------------ | ------ | ----------------- | ------------------- | ------------------------------------- |
|  | 2015年4月29日 | PARACHUTE 35th Anniversary LIVE 栄養有ツアー2014 | DVD CD | ATDV-387 ATDV-388 | ATOSS INTERNATIONAL | ライブ作品。DVDとCDをパッケージ収録。 |

### スコア
- PARACHUTE 35th Anniversary 2014 Live complete score（2015年4月29日）